# Anjoej (kraj Chabarovsk)
De Anjoej, ook Onjoej of Dondon (Russisch: Анюй, Онюй, Дондон) is een rivier in de kraj Chabarovsk in Rusland. Het is een zijrivier van de Amoer. Ze ontspringt in het Sichote-Alingebergte en is 393 km lang. Het stroombekken is 12 700 km². De belangrijkste zijrivier is de Manoma.